# Adam Kubisztal
Adam Serafin Kubisztal (ur. 14 listopada 1879 we Lwowie, zm. po 1 stycznia 1939) – podpułkownik żandarmerii Wojska Polskiego, prawnik.

## Życiorys
Urodził się 14 listopada 1879 we Lwowie. Był oficerem rezerwy cesarsko-królewskiej Obrony Krajowej. Na stopień kadeta–zastępcy oficera został mianowany ze starszeństwem z 1 stycznia 1905 roku, podporucznika – 1 stycznia 1910 roku i porucznika – 1 maja 1915 roku. Od 1905 jego oddziałem macierzystym był Pułk Piechoty Obrony Krajowej Kołomyja Nr 36.
We wrześniu 1919 był szefem sądu polowego 4 Dywizji Piechoty. 6 sierpnia 1920 roku został zatwierdzony z dniem 1 kwietnia 1920 roku w stopniu majora, w Korpusie Sądowym, w grupie oficerów byłej armii austro-węgierskiej. Był wówczas szefem Sądu Wojskowego Naczelnego Dowództwa Wojska Polskiego. 
26 listopada 1920 został przyjęty do Żandarmerii Wojskowej, a 16 grudnia tego roku mianowany zastępcą dowódcy Dywizjonu Żandarmerii Wojskowej Nr I w Warszawie. 27 lutego 1921 roku został przeniesiony z Sądu Wojskowego Naczelnego Dowództwa do 1 Dywizjonu Żandarmerii Wojskowej na stanowisko zastępcy dowódcy z jednoczesnym przeniesieniem z Korpusu Sądowego na etat oficerów żandarmerii. 16 czerwca objął dowództwo Dywizjonu Żandarmerii Wojskowej Nr II w Lublinie, a 16 października tego roku został przeniesiony do Wydziału 2 Żandarmerii Departamentu Piechoty Ministerstwa Spraw Wojskowych w Warszawie. 3 maja 1922 roku został zweryfikowany w stopniu podpułkownika ze starszeństwem z dniem 1 czerwca 1919 roku i 1. lokatą w korpusie oficerów żandarmerii, a jego oddziałem macierzystym był 2 Dywizjon Żandarmerii. W 1923 roku był zastępcą szefa Wydziału 2 Żandarmerii, pozostając oficerem nadetatowym 2 dżand. Z dniem 10 kwietnia 1924 roku został „odkomenderowany” do Wojskowego Więzienia Śledczego Nr I w Warszawie na stanowisko komendanta, na okres trzech miesięcy. 20 sierpnia 1924 roku został przydzielony do 2 dżand. „z pozostawieniem na odkomenderowaniu” na stanowisku komendanta WWŚl. Nr I do dnia 1 listopada 1924 roku. 1 października 1924 roku został przydzielony do Wojskowego Więzienia Śledczego Nr I w Warszawie na stanowisko komendanta więzienia. Z dniem 15 lipca 1926 roku został zwolniony ze stanowiska komendanta więzienia i oddany do dyspozycji szefa Wydziału Żandarmerii MSWojsk. Z dniem 28 lutego 1927 roku został przeniesiony do rezerwy. W 1934 roku jako podpułkownik pospolitego ruszenia żandarmerii pozostawał w ewidencji Powiatowej Komendy Uzupełnień Bydgoszcz Miasto. Posiadał przydział do Oficerskiej Kadry Okręgowej Nr VIII. Był wówczas „w dyspozycji dowódcy Okręgu Korpusu Nr VIII”.
13 stycznia 1927 został mianowany sędzią powiatowym w Chojnicach. Z dniem 1 stycznia 1929, w związku z wejściem w życie rozporządzenia Prezydenta Rzeczypospolitej z 6 lutego 1928 Prawo o ustroju sądów powszechnych, został sędzią grodzkim w Chojnicach. Później pełnił funkcję syndyka Związku Lokatorów w Bydgoszczy. W 1931 został wpisany na listę adwokatów w Okręgu Izby Adwokackiej w Toruniu z miejscem zamieszkania w Więcborku. W styczniu 1934 przeniósł swoją kancelarię do Bydgoszczy na plac Wolności 5. Kancelarię prowadził do 1939.

## Ordery i odznaczenia
- Brązowy Medal Zasługi Wojskowej na wstążce Krzyża Zasługi Wojskowej[4]
- Złoty Krzyż Zasługi z Koroną na wstążce Medalu Waleczności[4]